# تازركة
تَازَرْكَة هي إحدى مدن ولاية نابل بالشمال الشرقي التونسي. بلغ عدد سكانها 7.901 نسمة عام 2008.
- تعرضت بلدة تازركة عام1952 إلى عملية تمشيط واسعة قام بها جيش الاحتلال الفرنسي.
- من أشهر أبنائها الأديب محمود المسعدي.
- بعثت بها بلدية عام 1966.
- بها حاليا أكثر من جمعية من أهمها:
  - وجمعية ثقافية تسمى جمعية مهرجان تازركة للكتاب، التي يعود لها الفضل في تأسيس مهرجان وطني للشريط المصور انعقدت أولى دوراته عام 1997، وقد انعقدت دورته العاشرة عام 2006.

## الرياضة
تنشط بالمدينة الجمعية أمل تازركة، وقد تأسست عام 1961، وصعدت عام 2008 إلى رابطة الهواة الأولى لكرة القدم.

## وصلات
- مدونة حول تازركة.

## أعلام
- أحمد الحجري
- محمود المسعدي